# Amadou Dioum
Amadou Dioum (Abidjan, 4 febbraio 1972) è un ex cestista ivoriano naturalizzato francese.

## Carriera
Con la Costa d'Avorio ha disputato sei edizioni dei Campionati africani (1989, 1992, 1993, 1997, 2005, 2007).